# Albiny Paquette
Albiny Paquette (né le 7 octobre 1888 à Marieville et mort le 25 septembre 1978 à Mont-Laurier) est un médecin et un homme politique québécois. Il a été maire de Mont-Laurier de 1926 à 1935, député à l'Assemblée législative de 1935 à 1958 et ministre dans les deux gouvernements Duplessis. Il fut le premier titulaire du ministère de la Santé, créé en 1936.

## Biographie

### Jeunesse et études
Albiny Paquette est le fils de Wenceslas Paquette, instituteur, et de Marie Lareau. La famille compte six enfants. La famille s'installe à Montréal.
En 1909, il entreprend des études de médecine à la succursale montréalaise de l'université Laval. Pour payer ses études, il occupe un emploi dans une pharmacie les soirs et le dimanche. Le 8 février 1912, il est élu président des étudiants en médecine de l'université. À l'hiver 1912, il participe à la formation d'une fédération des étudiants de Laval, qui organise une activité de parlement modèle. Il est aussi en 1912 secrétaire du cercle littéraire Laval, qui accueille des conférenciers. Il reçoit son diplôme de médecine le 28 juin 1913. Il fait un internat à l'hôpital Notre-Dame de Montréal puis il s'installe à Mont-Laurier où il pratique sous la tutelle du docteur Henri Cartier.
Quelques mois plus tard, il entreprend des études de gynécologie au Bellevue General Hospital de New York. Mais, peu après, il apprend que le gouvernement britannique réclame des médecins volontaires pour combattre une épidémie de typhus en Macédoine. Au printemps de 1915, il s'embarque donc en compagnie d'un confrère, Raoul Brault, et il arrive dans les Balkans à l'été 1915, au cours de la Première Guerre mondiale. Le gouvernement serbe l'assigne à Koumanovo, en Macédoine.
Il épouse Marcelle Lévy-Génard le 15 mai 1919, à Paris.
Il est de retour au Québec en 1919 et pratique la médecine à Mont-Laurier.

### Carrière politique

#### Politique municipale
Albiny Paquette devient conseiller municipal de la ville de Mont-Laurier en 1925. En 1926, il se présente au poste de maire de cette ville et il est élu sans opposition, succédant au maire sortant, Antonio Matte. Il est réélu comme maire de Mont-Laurier en 1928, 1929, 1932 et 1934, toujours sans opposition En 1929, il est élu, sans opposition, préfet du comté de Labelle.

#### Politique provinciale
À plusieurs reprises entre 1925 et 1939, lors des élections fédérales, il participe très activement aux campagnes électorales d'Henri Bourassa, le député indépendant de la circonscription fédérale de Labelle.
Lors de l'élection générale québécoise du 24 août 1931, Albiny Paquette se présente pour la première fois comme candidat du parti conservateur à l'Assemblée législative du Québec dans la circonscription électorale de Labelle. Il est défait par le député du parti libéral Pierre Lortie.
Son épouse Marcelle décède le 25 juillet 1933, à l'âge de 37 ans. En 1934, il annonce qu'il ne se représentera pas comme maire et comme préfet pour se consacrer à ses trois enfants et à sa pratique médicale.
Lors du congrès à la direction du parti conservateur tenu en octobre 1933 à Sherbrooke, il appuie Maurice Duplessis.
Lors de l'élection générale québécoise du 25 novembre 1935, il se présente de nouveau comme candidat du parti conservateur dans Labelle. Cette fois, il est élu député, l'emportant sur le candidat du parti libéral, Louis-Marie Grignon. Albiny Paquette sera réélu sans interruption comme député de Labelle lors de toutes les élections tenues au cours de la période de 23 ans où il siège à l'Assemblée législative, soit les élections générales de 1936, 1939, 1944, 1948, 1952 et 1956.
La courte période qui s'écoule entre l'élection générale de 1935 et celle de 1936 voit le regroupement de la plupart des députés du parti conservateur et de l'Action libérale nationale pour former le parti de l'Union nationale. Lors de l'élection générale du 17 août 1936, Paquette est réélu comme candidat de l'Union nationale, défaisant son adversaire du parti libéral, Désiré Hélie, maire de Val-Barrette. Lors de cette élection, l'Union nationale obtient la majorité des sièges à l'Assemblée législative et accède donc au pouvoir.
Lors de la formation de son premier gouvernement, le nouveau premier ministre, Maurice Duplessis, confie à Albiny Paquette le ministère du Secrétariat de la province. À cette époque, le ministre portant le titre de Secrétaire de la province a la charge de plusieurs domaines, dont l'éducation et la culture. Paquette et les autres ministres sont assermentés le 26 août 1936. Voulant lier la religion et l'État, l'une des premières actions d'Albiny Paquette en tant que Secrétaire de la province est de prendre l'initiative de faire placer des crucifix au-dessus des fauteuils des présidents dans la salle de l'Assemblée législative et dans celle du Conseil législatif, une mesure qui suscite régulièrement la controverse.
Lors de la première session parlementaire suivant l'élection de 1936, le gouvernement Duplessis fait adopter une loi créant le ministère de la Santé publique. La loi reçoit la sanction le 12 novembre 1936. Albiny Paquette est nommé ministre de la Santé. Il conservera ce ministère de 1936 à 1939 et de 1944 à 1958, soit pendant presque toute la durée des deux gouvernements Duplessis.
Il épouse en secondes noces Rose Daviault le 4 mars 1939, à Montréal.
En 1958, à cause de sa santé devenue fragile, il démissionne de ses postes de député et de ministre. Maurice Duplessis le nomme alors au Conseil législatif. Il démissionne du Conseil législatif le 31 octobre 1967, afin de laisser la place à Jean-Guy Cardinal.
Il a reçu plusieurs décorations religieuses de l'Église catholique romaine. Il a publié ses mémoires en 1977. Il meurt en 1978, à l'âge de 89 ans. Il est inhumé au cimetière de Mont-Laurier.
Le fonds d'archives de Joseph-Henri-Albiny Paquette est conservé au centre d'archives de Montréal de Bibliothèque et Archives nationales du Québec.